# Claviere
Claviere is een gemeente in de Italiaanse provincie Turijn (regio Piëmont) en telt 176 inwoners (31-12-2004). De oppervlakte bedraagt 2,7 km², de bevolkingsdichtheid is 65 inwoners per km².

## Demografie
Claviere telt ongeveer 78 huishoudens. Het aantal inwoners daalde in de periode 1991-2001 met 15,5% volgens cijfers uit de tienjaarlijkse volkstellingen van ISTAT.
| Jaar | Inwoneraantal |
| ---- | ------------- |
| 1991 | 193           |
| 2001 | 163           |

## Geografie
Claviere grenst aan de volgende gemeenten: Cesana Torinese, Monginevro (FR-05).